# Al-Shaghour
 (mai 2025).
La mise en forme du texte ne suit pas les recommandations de Wikipédia : il faut le « wikifier ».
Les points d'amélioration suivants sont les cas les plus fréquents. Le détail des points à revoir est peut-être précisé sur la page de discussion.
- Les titres sont pré-formatés par le logiciel. Ils ne sont ni en capitales, ni en gras.
- Le texte ne doit pas être écrit en capitales (les noms de famille non plus), ni en gras, ni en italique, ni en « petit »…
- Le gras n'est utilisé que pour surligner le titre de l'article dans l'introduction, une seule fois.
- L'italique est rarement utilisé : mots en langue étrangère, titres d'œuvres, noms de bateaux, etc.
- Les citations ne sont pas en italique mais en corps de texte normal. Elles sont entourées par des guillemets français : « et ».
- Les listes à puces sont à éviter, des paragraphes rédigés étant largement préférés. Les tableaux sont à réserver à la présentation de données structurées (résultats, etc.).
- Les appels de note de bas de page (petits chiffres en exposant, introduits par l'outil «  Source ») sont à placer entre la fin de phrase et le point final[comme ça].
- Les liens internes (vers d'autres articles de Wikipédia) sont à choisir avec parcimonie. Créez des liens vers des articles approfondissant le sujet. Les termes génériques sans rapport avec le sujet sont à éviter, ainsi que les répétitions de liens vers un même terme.
- Les liens externes sont à placer uniquement dans une section « Liens externes », à la fin de l'article. Ces liens sont à choisir avec parcimonie suivant les règles définies. Si un lien sert de source à l'article, son insertion dans le texte est à faire par les notes de bas de page.
- La présentation des références doit suivre les conventions bibliographiques. Il est recommandé d'utiliser les modèles {{Ouvrage}}, {{Chapitre}}, {{Article}}, {{Lien web}} et/ou {{Bibliographie}}. Le mode d'édition visuel peut mettre en forme automatiquement les références.
- Insérer une infobox (cadre d'informations à droite) n'est pas obligatoire pour parachever la mise en page.

Pour une aide détaillée, merci de consulter Aide:Wikification.
Si vous pensez que ces points ont été résolus, vous pouvez retirer ce bandeau et améliorer la mise en forme d'un autre article.

Al-Shaghour (en arabe : الشاغور, Chaghour sous le mandat français) est une municipalité et un quartier situé dans la vieille ville de Damas, en Syrie, au sud et à l’est de la Vieille Ville, et à l’est d’al-Midan. Al-Shaghour est l’un des plus anciens quartiers connus dans la ville. Le quartier traditionnel est divisé entre la partie située à l’intérieur de l’ancienne enceinte de la ville, connue comme Shaghour al-Juwani, et la plus grande partie située à l’extérieur des murs. La dernière partie est devenue une municipalité connue comme al-Shaghour et comprend les districts (hayy) de Shaghour al-Barrani, Bab Sharqi, al-Zuhur, al-Wihdah, al-Bilal, al-Nidal, Ibn al-Asakir et Rawdat al-Midan.
Al-Shaghour la vieille est séparée d’al-Midan, à l’ouest, par la rue al-Beit et de Harat al-Yahud (le quartier Juif) par la rue al-Ameen. Cette dernière, du nom d’une éminente figure chiite, est la route principale du quartier et dessert la place du marché et les principaux commerces. Al-Shaghour est également le quartier où résident de nombreuses familles de musulmans chiites importantes de Damas.

## Histoire

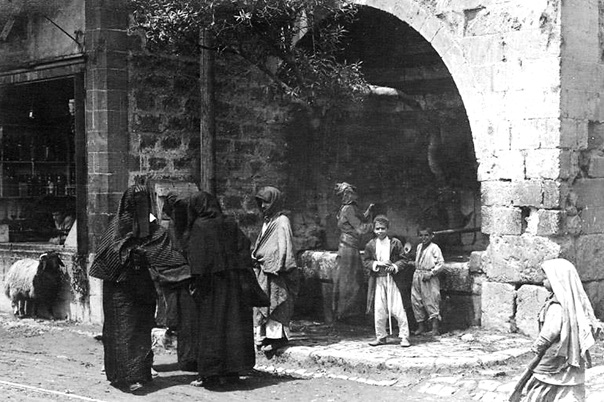
Al-Shaghour en 1910

Avec l'expansion urbaine du quartier kurde de Qaymariya, les habitants du quartier se sont déplacés vers les vergers entourant le quartier. Cette nouvelle zone dans l'enceinte de la ville de Damas a été appelée le quartier de Al-Shaghour. L’origine du nom du quartier vient du mot « şax » /ʃɑːx/ en kurde qui signifie branche d’arbre.
Pendant le mandat français, une partie du quartier, connu comme « Chaghour el-Jouanié  » était située à l’intérieur de l’ancienne enceinte de la ville, alors que le quartier situé à l’extérieur des murs de la ville était connu comme « Chaghour el-Barranié ». La population était alors de 18 715 habitants en 1936, dont 34% vivent dans Chaghour el-Jouanié et 66% dans Chaghour el-Barraniéi. L’ensemble de la population était musulmane.
Chaghour était un important centre de résistance à la domination française (voir Hasan al-Kharrat). Beaucoup de ses habitants furent impliqués dans l’activisme politique et dans le développement du nationalisme syrien dans les années 1930. Chaghour fut le foyer de plusieurs éminents intellectuels et de personnalités politiques, dont le célèbre poète Nizar Qabbani, le ministre de la défense du Royaume de Syrie, Youssef al-Azmeh, et Hasan al-Kharrat, le plus éminent chef des rebelles à Damas au cours de la Grande Révolte syrienne de 1925.
Au XXIe siècle, Chaghour el-Barranié évolua pour devenir la municipalité de Chaghour, qui, en 2004, était composée des districts de la ville (hayy) de Chaghour el-Barranié (pop. 13 169), al-Bilal (pop. 21 408), Ez Zouhour (pop. 37 367), Bab Charki (pop. 12 318), al-Wihdah (pop. 29 953), Rawdat al-Midan (pop. 4 887), al-Nidal (pop. 15 588) et Ibn al-Asakir (pop. 4 539),. Chaghour el-Jouanié est située dans la Vieille Ville de la municipalité et comptait, en 2004, une population de 2 506 habitants,.

## Situation
Coordonnées géographiques : 33° 30′ 22″ N, 36° 18′ 23″ E